# 田中美音
田中 美音（たなか みおん）は、NHK沖縄放送局のキャスター。

## 人物
東京都出身。琉球大学理学部卒業後、RBCキャスターを経て、2018年からNHK沖縄放送局のキャスターを務める。

## 担当番組

### 現在
- おきなわHOTeye[1]（2018年4月 - ）
  - マンスリーKINGS（おきなわHOTeyeの中のコーナー）